# 戈萊紐夫

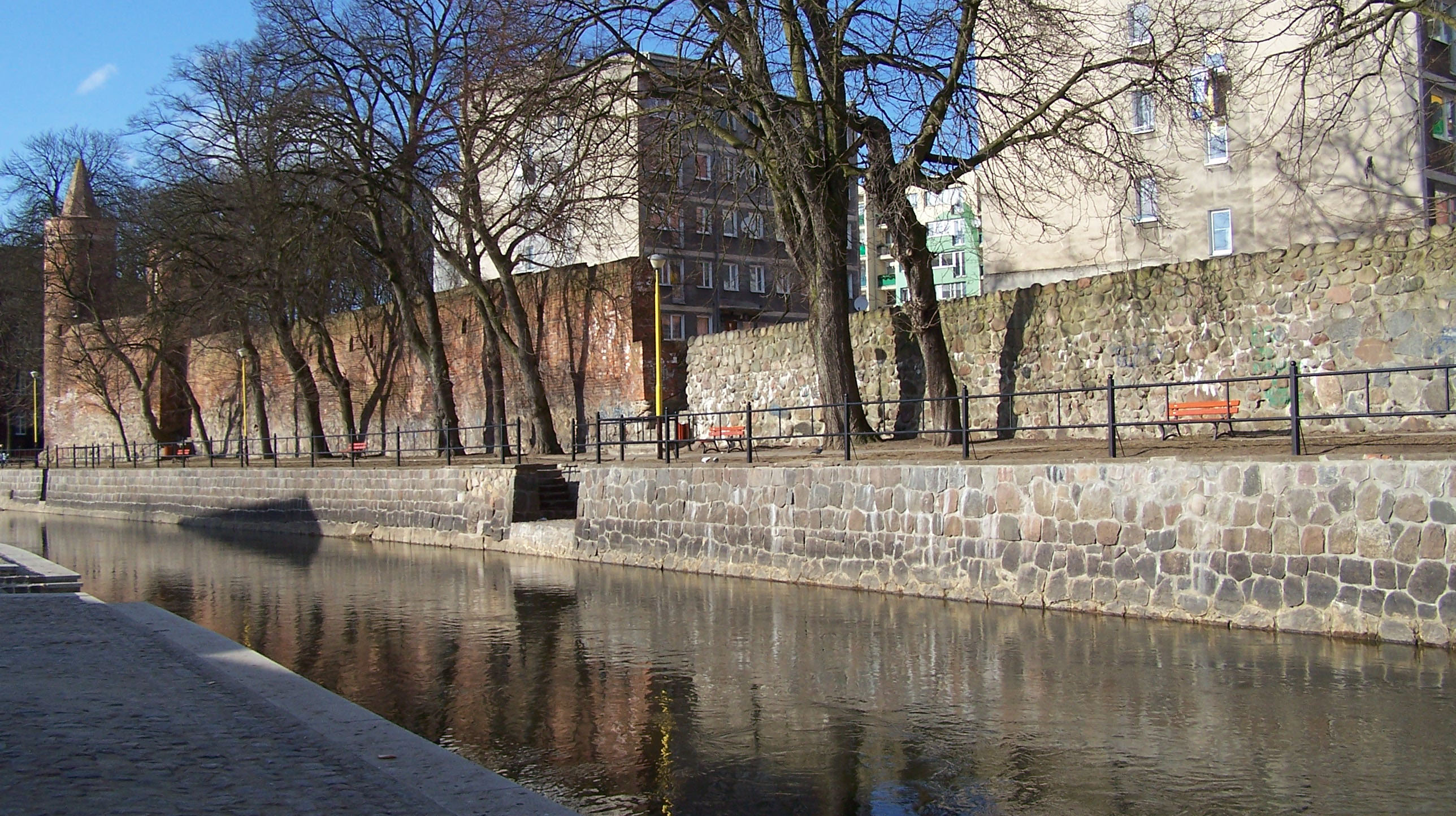

戈萊紐夫（波蘭語：Goleniów，發音：[ɡɔˈlɛɲuf]）是波蘭西濱海省的城鎮，位於該國西北部，距離首府什切青20公里，始建於十三世紀，面積11.74平方公里，海拔高度15米，2006年人口22,448。

## 外部連結
- Official town website （页面存档备份，存于）
- Map, via mapa.szukacz.pl （页面存档备份，存于）
- Jewish Community in Goleniów （页面存档备份，存于） on Virtual Shtetl
- Satellilte photo via Google Maps （页面存档备份，存于）

53°34′N 14°49′E / 53.567°N 14.817°E